# Entodon julaceus
Entodon julaceus là một loài rêu trong họ Entodontaceae. Loài này được Hook. ex Schwägr. Müll. Hal. mô tả khoa học đầu tiên năm 1879.